# Milioliporidae
Milioliporidae es una familia de foraminíferos bentónicos de la superfamilia Soritoidea, del suborden Miliolina y del orden Miliolida. Su rango cronoestratigráfico abarca desde el Djulfiense superior (Pérmico superior) hasta la Rhaetiense (Triásico superior).

## Discusión
Algunas clasificaciones incluyen Milioliporidae en la superfamilia Milioliporoidea.

## Clasificación
Milioliporidae incluye a las siguientes subfamilias y géneros:
- Subfamilia Galeanellinae
  - Bispiranella †
  - Galeanella †
- Subfamilia Altinerininae
  - Altinerina †
- Subfamilia Orthotrinacriinae
  - Orthotrinacria †
- Subfamilia Pseudocucurbitinae
  - Cucurbita †
  - Urnulinella †
- Subfamilia Milioliporinae
  - Miliolipora †
  - Ophthalmipora †
- Subfamilia Kamuraninae
  - Kamurana †

Otro género de Milioliporidae no asignado a ninguna subfamilia es:
- Decapoalina †

Otros géneros considerados en Milioliporidae son:
- Galea † de la subfamilia Galeanellinae, aceptado como Galeanella
- Paratintinnina † de la subfamilia Pseudocucurbitinae, aceptado como Cucurbita
- Pseudocucurbita † de la subfamilia Pseudocucurbitinae, aceptado como Cucurbita